# Când se arată cucuveaua (film)
Când se arată cucuveaua (titlul original: în italiană Il giorno della civetta) este un film dramatic italian, realizat în 1968 de regizorul Damiano Damiani, după romanul omonim a scriitorului Leonardo Sciascia, protagoniști fiind actorii Franco Nero, Claudia Cardinale, Lee J. Cobb.

## Conținut
Într-o mică localitate din Sicilia din anul 1961, un bărbat este împușcat față de martori, în plină stradă. Căpitanul de poliție Bellodi, care tocmai fusese transferat în Sicilia, preia cazul. Cel ucis este un antreprenor din domeniul construcțiilor, care a refuzat să colaboreze cu oamenii mafiei. Un alt bărbat, care se afla în apropierea locului crimei, dispare fără urmă. 
În timpul anchetei, lui Bellodi sunt indicate urme false, părând la început că ar fi fost o crimă comisă din gelozie. Rosa Nicolosi, soția celui dispărut, este considerată suspecta numărul unu, bănuindu-se că soțul ei nu se mai află în viață.
Totuși căpitanul nu crede că aceste indicii sunt bune. Este foarte convins că ucigașul face parte din rândurile mafiei. La continuarea cercetărilor, se lovește chiar și de opoziția colegilor. Dispar martori, nimeni nu vrea ca omerta să fie încălcată. 
Recunoaște singur, ce influență puternică are mafia asupra politicii, justiției și a economiei, provocând un scandal la nivel național. Ajunge ținta mafiei, însuși viața lui fiind în pericol, astfel că resemnat renunță la caz și se retrage fără să reușească să aducă măcar o scânteie de lumină pentru elucidarea lui.

## Distribuție
- Franco Nero – căpitanul Bellodi
- Claudia Cardinale – Rosa Nicolosi
- Lee J. Cobb – Don Mariano Arena
- Tano Cimarosa – Zecchinetta
- Nehemiah Persoff – Pizzuco
- Serge Reggiani – Parrinieddu
- Ennio Balbo – primul mafiot la ospăț
- Ugo D'Alessio – al doilea mafiot la ospăț
- Fred Coplan – brigadierul
- Giovanni Pallavicino – șeful de poliție
- Laura De Marchi – fiica lui don Mariano
- Brizio Montinaro – fiul șefului de poliție
- Lino Coletta – tânărul mustăcios în casa lui Don Mariano
- Vincenzo Falanga – omul lui Don Mariano

Dublajul vocilor originale: 
- Sergio Graziani – căpitanul Bellodi
- Rita Savagnone – Rosa Nicolosi
- Corrado Gaipa – Don Mariano Arena
- Arturo Dominici – Pizzuco
- Oreste Lionello – Parrinieddu
- Ignazio Balsamo – șeful de poliție

## Premii și nominalizări
- 1968: Ursul de Aur, nominalizat
- 1968: David di Donatello
  - Cel mai bun producător (Ermanno Donati)
  - Cea mai bună actriță (rol principal) (Claudia Cardinale)
  - Cel mai bun actor (rol principal) (Franco Nero)

## Literatură
- Sciascia, Leonardo (1963), Când se arată cucuveaua, București: Editura Pentru Literatura Universală;